# Środkowa trójkąta

Środkowe w trójkącie oznaczone kolorem czerwonym.

Środkowa trójkąta – dwuznaczne pojęcie geometrii, konkretniej planimetrii:
- odcinek łączący wierzchołek trójkąta ze środkiem przeciwległego boku[1];
- prosta zawierająca ten odcinek[2].

Trójkąt ma trzy różne środkowe. Każda ze środkowych dzieli trójkąt na dwie części o równych polach.

## Przecinanie się środkowych

Wektory wyznaczające środkowe przecinają się w jednym punkcie

### Twierdzenie
Środkowe trójkąta przecinają się w jednym punkcie. Dzieli on każdą z nich w stosunku 2:1 licząc od wierzchołka.

### Dowód
Na mocy własności równoległoboku środkowe trójkąta abc wyprowadzone z wierzchołków a, b i c są wyznaczone przez wektory odpowiednio:
{\displaystyle \mathrm {{\tfrac {{\overrightarrow {ab}}+{\overrightarrow {ac}}}{2}},\quad {\tfrac {{\overrightarrow {ba}}+{\overrightarrow {bc}}}{2}},\quad {\tfrac {{\overrightarrow {ca}}+{\overrightarrow {cb}}}{2}}} }
Koniec pierwszego wektora odpowiednio skróconego tj. wektora
{\displaystyle \mathrm {{\tfrac {2}{3}}\cdot {\tfrac {{\overrightarrow {ab}}+{\overrightarrow {ac}}}{2}}} }
należy do drugiej i trzeciej środkowej jednocześnie (a więc pokrywa się z punktem ich przecięcia).
Rzeczywiście, korzystając z zależności
{\displaystyle \mathrm {{\overrightarrow {ab}}+{\overrightarrow {bc}}+{\overrightarrow {ca}}=0} }
otrzymuje się
{\displaystyle \mathrm {{\overrightarrow {ba}}+{\tfrac {2}{3}}\cdot {\tfrac {{\overrightarrow {ab}}+{\overrightarrow {ac}}}{2}}={\tfrac {2{\overrightarrow {ba}}+{\overrightarrow {ac}}}{3}}={\tfrac {2{\overrightarrow {ba}}+({\overrightarrow {ab}}+{\overrightarrow {bc}})}{3}}={\tfrac {2}{3}}\cdot {\tfrac {{\overrightarrow {ba}}+{\overrightarrow {bc}}}{2}}} }
oraz
{\displaystyle \mathrm {{\overrightarrow {ca}}+{\tfrac {2}{3}}\cdot {\tfrac {{\overrightarrow {ab}}+{\overrightarrow {ac}}}{2}}={\tfrac {2{\overrightarrow {ca}}+{\overrightarrow {ab}}}{3}}={\tfrac {2{\overrightarrow {ca}}+({\overrightarrow {ac}}+{\overrightarrow {cb}})}{3}}={\tfrac {2}{3}}\cdot {\tfrac {{\overrightarrow {ca}}+{\overrightarrow {cb}}}{2}}} }
Alternatynie, przecinanie się środkowych trójkąta w jednym punkcie można wykazać natychmiast stosując twierdzenie odwrotne do Twierdzenia Cevy : ponieważ środkowe, z definicji dzielą przeciwległe boki na połowy, to iloraz:
{\displaystyle {\frac {|AF|}{|FB|}}\cdot {\frac {|BD|}{|DC|}}\cdot {\frac {|CE|}{|EA|}}=1}
gdzie, {\displaystyle D,E,F} są punktami przecięcia środkowych wychodzącymi z wierzchołków kolejno {\displaystyle A,B,C}. Jest to prawdą gdyż z definicji środkowej {\displaystyle |AF|=|FB|,|BD|=|DC|,|CE|=|EA|}

### Uwaga
Dowiedziona własność ma charakter afiniczny, ponieważ środkowa trójkąta i przecięcie środkowych są niezmiennikami przekształceń afinicznych. Twierdzenie to jest więc twierdzeniem geometrii afinicznej.
Afiniczność wynika m.in. z tego, że w dowodzie starannie unikano takich pojęć jak prostopadłość, kąt, przystawanie nierównoległych odcinków, pole (w konwencji wektorowej wystarczyło nie używać iloczynu skalarnego).
Użyto natomiast pojęcia równoległości prostych (np. poprzez stosowanie pojęcia wektora swobodnego) oraz twierdzenie Talesa (np. stosunek podziału odcinka), za czym kryje się aksjomat Euklidesa.
Jednak użycie twierdzenia Talesa do dowodu, że środkowe dowolnego trójkąta przecinają się w jednym punkcie, nie jest konieczne.
Co więcej, twierdzenie to jest twierdzeniem geometrii absolutnej, czyli nie zależy od aksjomatu Euklidesa.

### Opis wektorowy
Jeśli mamy trójkąt o wierzchołkach {\displaystyle A,} {\displaystyle B} i {\displaystyle C,} to przecięcie środkowych jest punktem {\displaystyle X} spełniającym równanie:
{\displaystyle {\overrightarrow {AX}}+{\overrightarrow {BX}}+{\overrightarrow {CX}}={\overrightarrow {0}}.}
Jeśli {\displaystyle {\vec {a}},{\vec {b}}} i {\displaystyle {\vec {c}}} są wektorami wodzącymi wierzchołków trójkąta, to przecięcie środkowych ma wektor wodzący postaci:
{\displaystyle {\vec {x}}={\frac {{\vec {a}}+{\vec {b}}+{\vec {c}}}{3}}.}
Oba powyższe wzory łatwo wywnioskować z twierdzenia o przecinaniu się środkowych trójkąta.

### Środek masy trójkąta
Punkt przecięcia się środkowych jest środkiem masy trójkąta (barycentrum). Oznacza to, że jako punkt podparcia jest on punktem równowagi przy założeniu, że masa w trójkącie jest rozłożona równomiernie (każde dwie części o jednakowym polu ważą tyle samo).
Biorąc pod uwagę drugi ze wzorów z poprzedniej sekcji i jego identyczność z fizycznym środkiem masy trzech punktów materialnych można stwierdzić, że z punktu widzenia statyki fizyczny trójkąt zachowuje się więc tak, jakby jego masa była skupiona po równo w jego wierzchołkach.

## Długości
Jeśli boki trójkąta mają długości {\displaystyle a,b} i {\displaystyle c,} a środkowa opada na bok o długości {\displaystyle c,} to długość tej środkowej wynosi:
{\displaystyle d={\tfrac {1}{2}}{\sqrt {2a^{2}+2b^{2}-c^{2}}}.}
Dowód opiera się na twierdzeniu cosinusów.